# Baineț
Baineț – wieś w Rumunii, w okręgu Suczawa, w gminie Mușenița. W 2011 roku liczyła 304 mieszkańców. 